# Josef Hais Týnecký
Josef Hais Týnecký, (2. března 1885 Klatovy – 24. dubna 1964 Praha) byl český spisovatel a novinář.

## Život
Josef Hais byl syn řezníka v Klatovech Jaroslava Haise a Gabriely, rozené Tiché. Matka pocházela z Týnce. U babičky v Týnci také od roku 1888, po rozchodu rodičů, vyrůstal (odtud jeho přijaté druhé příjmení Týnecký).
Studium na reálném gymnáziu v Plzni nedokončil; od roku pracoval v knihkupectví a v roce 1905 se přestěhoval do Prahy. V Praze se živil jako novinář, v letech 1924–1945 byl redaktorem Národní politiky. V roce 1919 vystoupil z církve; některá jeho díla bývala označována jako protikatolická. V roce 1919 se též oženil (civilní sňatek). V letech 1920–1927 se angažoval ve Spolku českých spisovatelů belletristů Máj, kde byl členem výboru.
V době insigniády (1934) se postavil na stranu spisovatelů hájících české nacionalistické studenty.
Po 2. světové válce se již jeho příspěvky do denního tisku neobjevují, vycházejí však stále jeho knihy, ať už nové nebo reedice.
Zemřel v Praze, je pohřben na pražském Vyšehradském hřbitově.

## Posmrtné uznání
- Rodné Klatovy pojmenovaly po Josefu Haisovi Týneckém ulici
- Ulice Haise Týneckého je též v obci Mlázovice u Jičína[p 2]

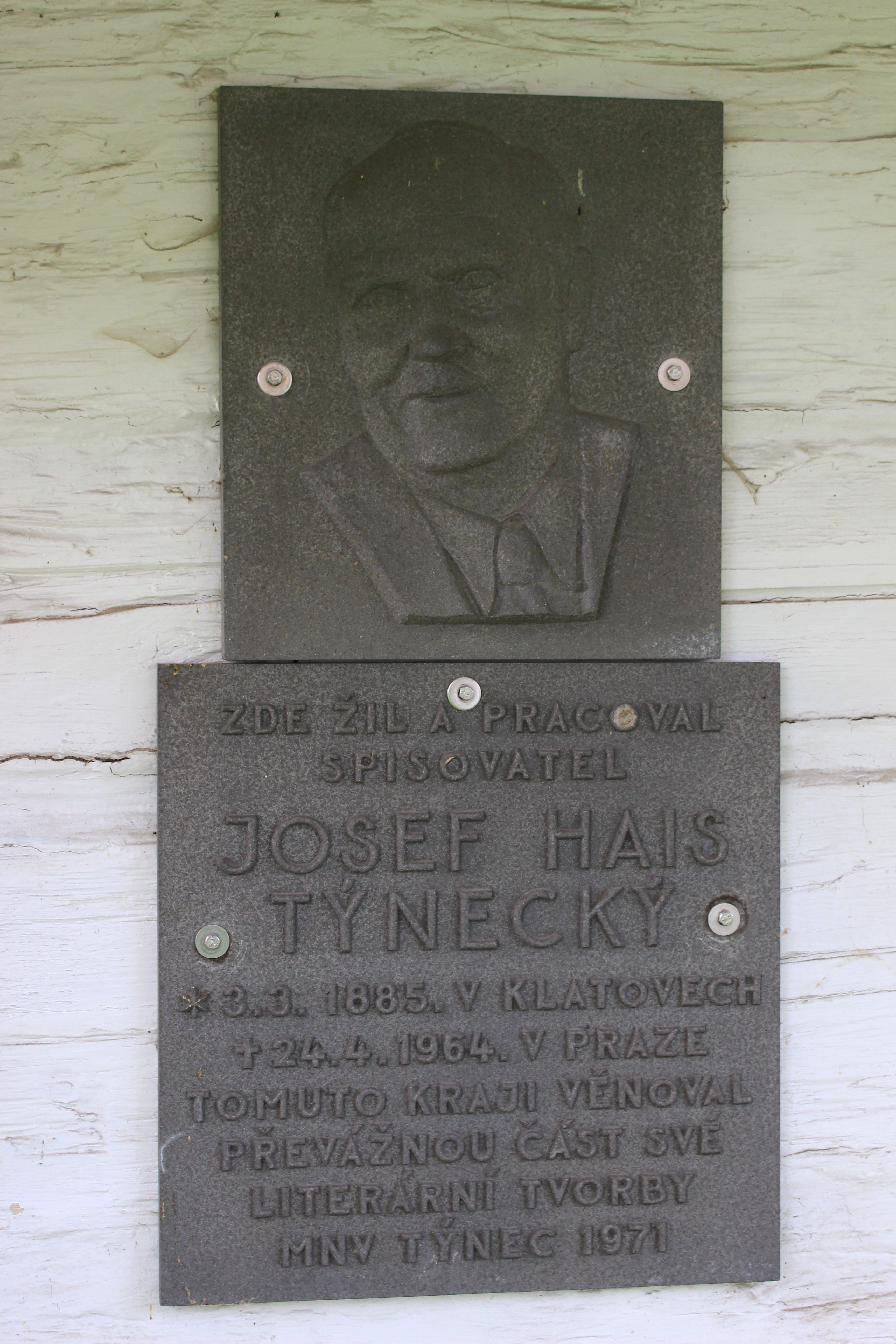
Pamětní deska v Týnci

- Pamětní deska v TýnciJosef Hais Týnecký je čestným občanem obce Týnec; na domku, kde vyrůstal, je jeho pamětní deska.[2] Týnec – dům, kde vyrůstal Josef Hais Týnecký

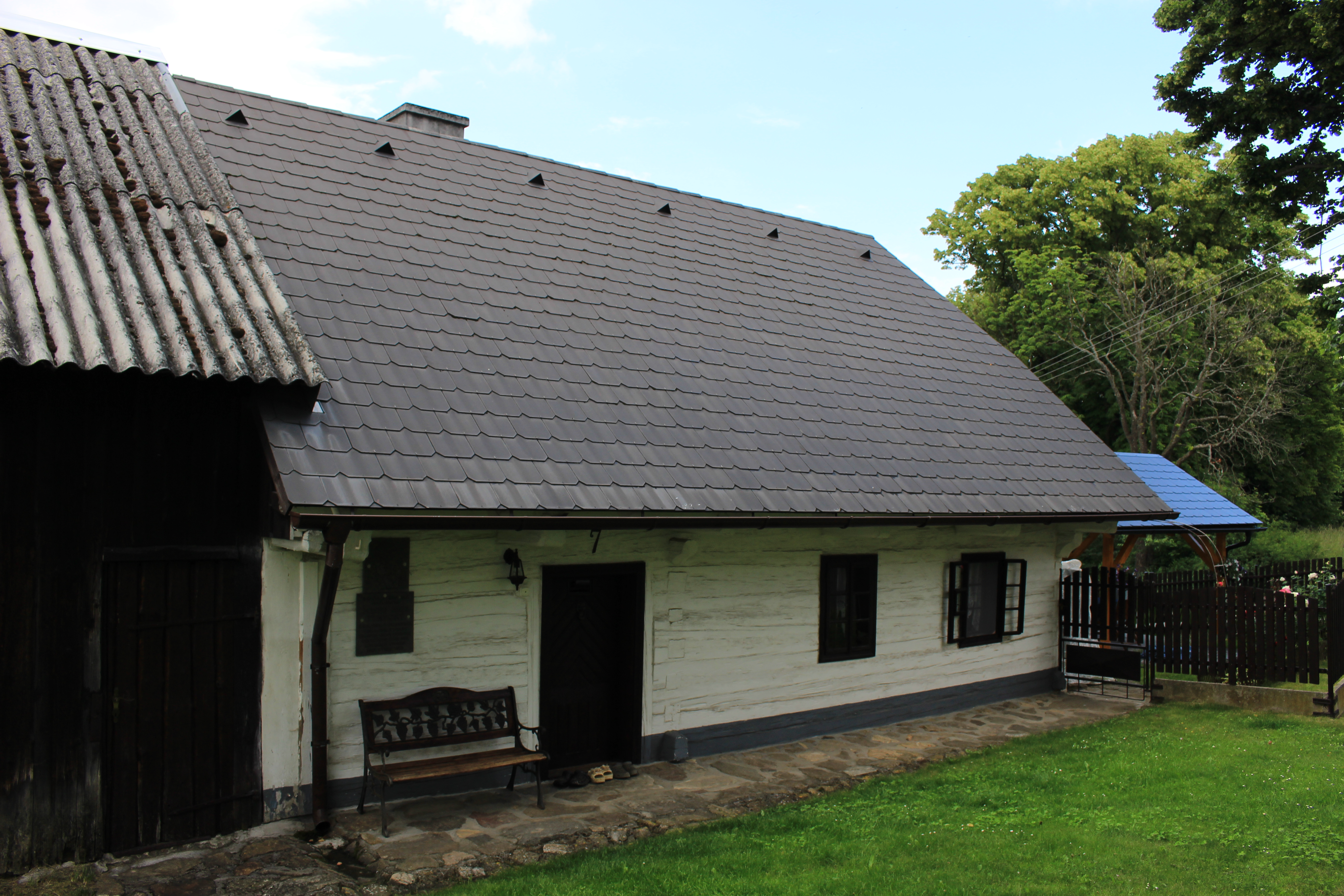
Týnec – dům, kde vyrůstal Josef Hais Týnecký

## Literární dílo
Josef Hais Týnecký byl neobyčejně plodný prozaik. Databáze Národní knihovny ČR uvádí 179 jeho děl vydaných tiskem (včetně reedic a divadelních her). K tomu je třeba připočíst stovky drobných příspěvků do denního tisku. Jeho básně z mládí jsou okrajové. Níže jsou uvedeny důležitější příklady jeho prozaické činnosti.

### Novinářská činnost
Již při pobytu v Plzni přispíval regionálního tisku – do Plzeňských listů a Našich snah. V Praze, před dlouhodobým zaměstnáním v Národní politice, byl redaktorem např. Hlasu národa (1917). Do časopisů přispíval svými povídkami. Pravidelně uveřejňoval sloupky na nejrůznější témata v Národní politice. Zde také řídil beletristickou část nedělní přílohy.
Za druhé světové války používal pseudonym Tomáš Tichý (dle rodného jména matky) a zkratku TT.

### Divadelní hry
Hry Josefa Haise Týneckého (nejčastěji uváděny jako "hry se zpěvy") měly v repertoáru především soubory ochotnické, ale i profesionální (Akropolis, Tylovo v Nuslích).
Příklady:
- Vězeň na Křivoklátě (historická hra se zpěvy, 1908)
- Zlatá studně (opereta na hudbu Rudolfa Vašaty, 1913)
- Na horské faře (1926)
- Batalion (1930)

### Knižní tvorba (příklady)
Témata knih Josefa Haise Týneckého byla rozmanitá, historické romány, sociální, kroniky z Pošumaví či tvorba pro děti.

#### Raná tvorba
- Karlovské povídky (1913, vydal Jan Kotík, Praha)
- Batalion: třetí kniha Karlovských povídek (1922, Československé podniky tiskařské a vydavatelské (ČPTV), Praha)

#### Historické venkovské kroniky
Jedná se o volný cyklus, popisující rodné Klatovsko v 19. století. Romány jsou po stránce formy inspirovány Jiráskovým U nás, s akcenty patriotickými a antiklerikálními:
- Zvony I. a II. (il. František Vrobel, vydala Česká grafická unie 1940 a 1942; druhý díl se věnuje studiím Jaroslava Vrchlického v Klatovech)
- Osení I. a II. (il. František Vrobel, vydala Česká grafická unie 1941 a 1942; inspirováno příběhy vlastních předků)
- Manželé Lukovi (Román, vydáno jako Románová příloha "Národní Politiky" 1926, 664 str.)

#### Tvorba pro děti

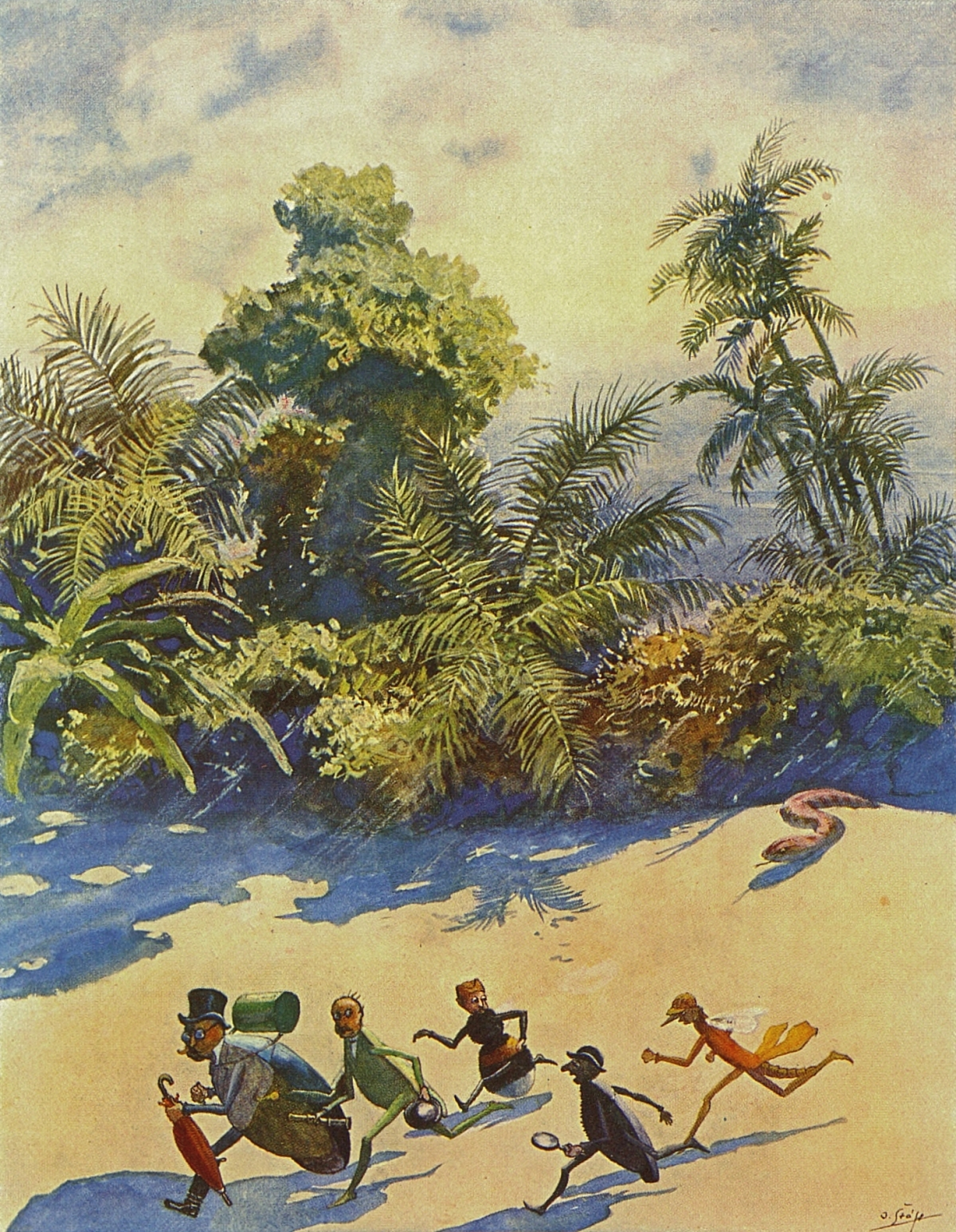
Ukázka knižní ilustrace z knihy Moře (1926) od Otakara Štáfla

Série knih z různých prostředí vycházela většinou s podtitulem "Pravdivé vypsání mnoha příběhů ze života hmyzu, rostlin, ptáků, ryb a zvířat" nebo podobným:
- Bratři mravenci (il. Otakar Štáfl, ČPTV, Praha, 1919)
- Na pasece (il. Otakar Štáfl, ČPTV, Praha, 1920)
- Les (il. Otakar Štáfl, ČPTV, Praha, 1923–1924)
- Potok (il. Otakar Štáfl, ČPTV, Praha, 1923)
- Hory (il. Otakar Štáfl, ČPTV, Praha, 1924)
- Moře (il. Otakar Štáfl, ČPTV, Praha, 1925)
- Vrabec tulák: Pravdivé vypsání ze života ptáků (il. Otakar Zejbrlík, Melantrich, 1926)
- Bělouš: Historie koně (il. Otakar Zejbrlík, Melantrich 1926)
- Dobrodružství včelky Aly (ČPTV, Praha, 1928)
- Komár dělá vědu (il. Otakar Štáfl, ČPTV, Praha, 1929)

#### Pozdní tvorba
- Antikrist (Naše vojsko, 1958; třídílný prolog k husitské epopeji: Psi Páně, Před bouří, Bouře)

## Filmografie

### Náměty k filmům
- Batalion (němá verze, režie Přemysl Pražský, 1927, hlavní role Karel Hašler)
- Písničkář (režie Svatopluk Innemann, 1932, hlavní role Karel Hašler)
- Batalion (zvukový film, režie Miroslav Cikán, 1937, hlavní role František Smolík)

### Batalion
Téma kořalny Batalion a doktora Františka Uhra patří k nejvýznamnější části odkazu Josefa Haise Týneckého, především dvojím filmovým zpracováním jeho námětu. Příběhu doktora Františka Uhra se Josef Hais Týnecký podrobně věnoval ve 20. a 30. letech; přitom zjistil některé do té doby neznámé údaje.
Stejný námět zpracoval Josef Hais Týnecký již v roce 1922 jako povídku a v roce 1930 jako divadelní hru. Divadelní hra byla upravena na zpěvohru s hudbou Rudolfa Piskáčka.
V němé verzi hrál roli doktora Uhra Karel Hašler. Batalion je považován za jeden z nejlepších československých němých filmů. Ve zvukovém Batalionu hrál hlavní roli František Smolík.

## Zajímavost
Na sklonku I. světové války informoval denní tisk o spisovatelově zatčení na pražském policejním ředitelství, "poněvadž zastal se deputace pražských žen, která žádala za domovní prohlídku u jistého haličského obchodníka." Ale "na zakročení novinářských kruhů byl propuštěn."